# Simon Marius

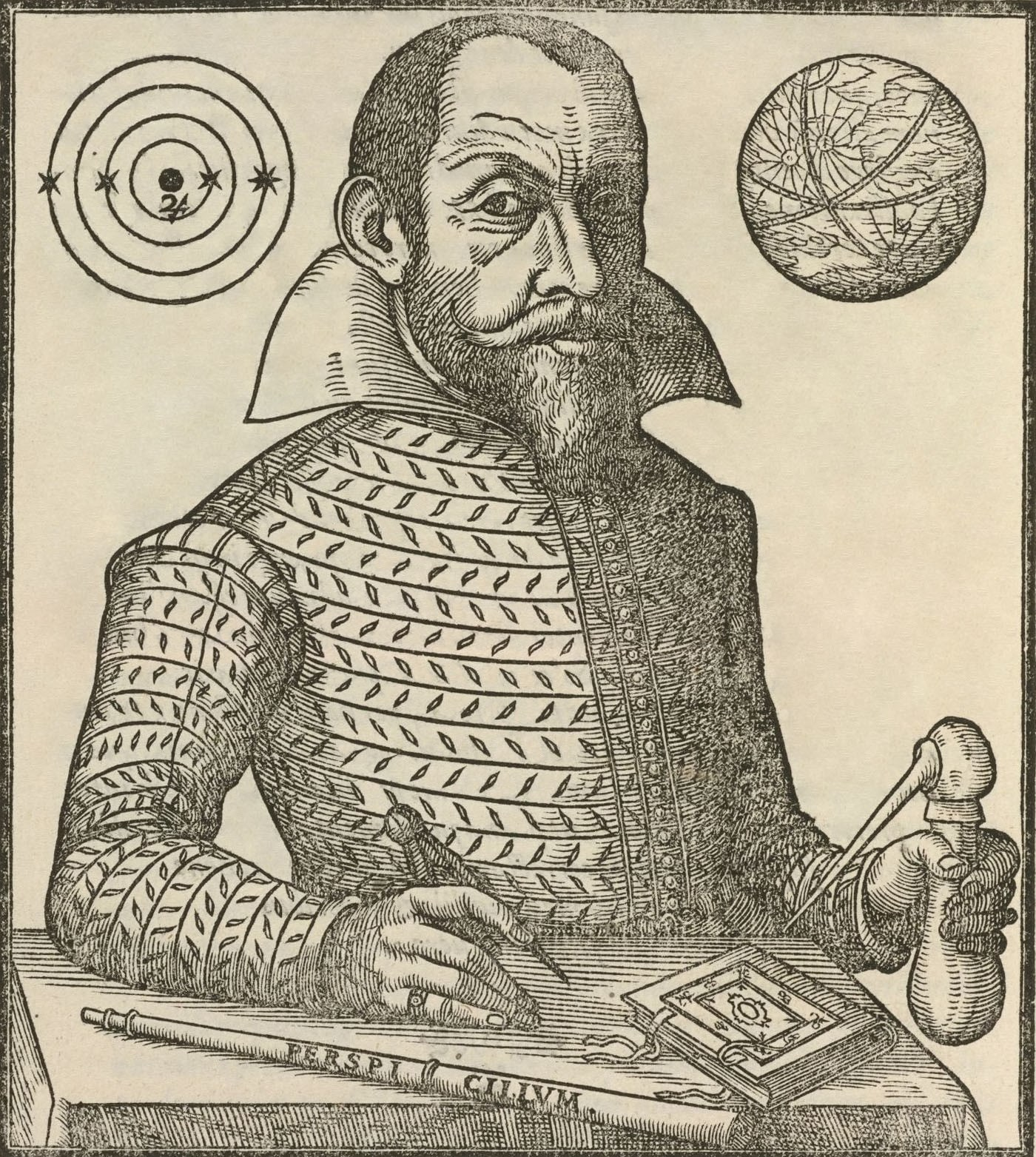
Portret van Simon Marius uit Mundus Iovialis (1614). Naast hem zijn de cirkelvormige banen van de vier manen van Jupiter weergegeven.

Simon Mayr, gelatiniseerd Marius (Gunzenhausen, 10 januari 1573 – Ansbach, 26 december 1624) was een Duitse astronoom. Onafhankelijk van Galileo Galilei, maar wellicht een dag later, ontdekte hij vier manen van Jupiter. Ze staan bekend onder de namen die hij suggereerde: Io, Europa, Ganymedes en Callisto.

## Leven
Hij werd geboren in Gunzenhausen maar verbleef het grootste deel van zijn leven in de stad Ansbach. Van huis uit luthers, studeerde hij aan de Fürstenschule in Heilsbronn (1586-1601) en daarna aan de geneeskundefaculteit van Padua (1601-1605). Naast zijn medicijnenstudies toonde hij belangstelling voor astronomie en observeerde hij in 1604 Keplers supernova met Baldassarre Capra. Hij reisde in 1605 naar Praag in een vergeefse poging Tycho Brahe te ontmoeten. In 1606 werd hij hofmathematicus van markgraaf Joachim Ernst van Brandenburg-Ansbach. Hij vestigde zich in Ansbach en trouwde met Felicitas Lauer.
In 1610 verscheen Marius' eerste publicatie: een Duitse vertaling van de eerste zes boeken van de Elementen. Toen de geheimraad Johan Philipp Fuchs von Bimbach in 1609 een Nederlandse telescoop liet invoeren, begon Marius daarmee de ruimte af te speuren. Hij observeerde kometen, zonnevlekken, de manen van Jupiter, de fasen van Venus en andere verschijnselen, zoals de Andromedanevel op 15 december 1612. Hij correspondeerde met David Fabricius en Michael Mästlin. Een en ander bracht hem ertoe het ptolemaïsche geocentrisme te verruilen voor Brahes geo-heliocentrische systeem. 
In 1614 publiceerde Marius zijn werk Mundus Iovialis over de planeet Jupiter en zijn toen bekende manen. Hij claimde hierin dat hij de vier manen van Jupiter onafhankelijk van Galilei had ontdekt rond dezelfde tijd en misschien zelfs iets eerder. Nadat hij de manen enkele dagen als sterren had waargenomen, observeerde hij ze op 29 december 1609 (jul.) als manen. De door hem genoteerde datum kwam overeen met 8 januari op de gregoriaanse kalender, zijnde één dag ná Galilei. Voorts stelde Marius een viertal manieren voor om de manen te noemen. De vierde manier, die in de 20e eeuw algemeen ingang zou vinden, was hem naar eigen zeggen gesuggereerd door Johannes Kepler tijdens een ontmoeting in 1613 en bestond erin de manen te vernoemen naar de vier geliefden van Zeus. In het boek gaf Marius voorts een vroege beschrijving van de Andromedanevel, die in feite met het blote oog zichtbaar was en die sinds het werk van Abd-al-Rahman Al Sufi circa 964 in de literatuur bekend was.
Mundus Iovialis werd door Galilei zeer slecht opgenomen. In Il Saggiatore (1623) beweerde hij dat Marius een leugenaar was die hem twee keer had geplagieerd: eerst in 1607 door zijn handboek voor de proportionaalpasser in het Latijn te vertalen en te doen publiceren onder de naam van Baldassarre Capra, en dan in 1614 door prioriteit te claimen voor ontdekkingen die hij niet kon hebben gedaan. De eerste beschuldiging was volledig uit de lucht gegrepen en ook de tweede had niet veel om het lijf. Marius' gebruik van de juliaanse kalender was volstrekt begrijpelijk en geen poging tot misleiding. Toch zou het duren tot omstreeks 1900 alvorens zijn reputatie zich herstelde. Dat gebeurde onder impuls van een nationalistische tegenstander van Galilei uit Nederland, Johannes Bosscha jr.

## Eerbetoon
Na zijn eerherstel vielen Marius diverse vernoemingen ten deel: in 1935 de grote maankrater Marius, in 1979 de Marius Regio op Ganymedes, en in 2014 de planetoïde (7984) Marius (ontdekt in 1980 door Zdeňka Vávrová).